# Paradarisa chloauges
Paradarisa chloauges là một loài bướm đêm trong họ Geometridae.